# Бупер
Бупер (фр. Boupère) насеље је и општина у западној Француској у региону Лоара, у департману Вандеја која припада префектури Фонтне ле Конте.
По подацима из 2011. године у општини је живело 3015 становника, а густина насељености је износила 69,34 становника/km². Општина се простире на површини од 43,48 km². Налази се на средњој надморској висини од 130 метара (максималној 155 m, а минималној 67 m).

## Демографија
| 1962. | 1968. | 1975. | 1982. | 1990. | 1999. | 2011. |
| ----- | ----- | ----- | ----- | ----- | ----- | ----- |
| 2.509 | 2.523 | 2.762 | 2.892 | 2.832 | 2.764 | 3.015 |

График промене броја становника у току последњих година